# Le Cavalier des nuages
Pour plus de détails, voir Fiche technique et Distribution.
Le Cavalier des nuages est un téléfilm français de Gilles Béhat tourné à La Réunion et diffusé à la télévision en 1995.

## Synopsis
Luc Farraud, journaliste, ex-otage au Liban, vit seul dans une nature sauvage et escarpée. Mais, sa tranquillité est bouleversée par l'irruption de Joss, un jeune flic, et de Melka, une belle gitane voleuse de voitures.

## Fiche technique
- Titre original : Le Cavalier des nuages
- Réalisation : Gilles Béhat
- Scénario : Bruno Tardon
- Musique : Jean-Pierre Mas
- Durée : 123 minutes
- Date de sortie :  France : 16 décembre 1995

## Distribution
- Richard Berry : Joss
- Nadia Farès : Melka
- Jean-Claude Drouot: Farraud
- Jean-Marie Lemaire : Krilov
- Isabelle Roelandt: Irena Donkova
- Jacques Deshayes : Tarasine
- Jean-Luc Malet : Piatniski